# Puigmaçana
Puigmaçana és un antic poble, actualment en curs de repoblament, de l'antic terme municipal de Mur, actualment integrat en el de Castell de Mur.
És a l'extrem nord del terme, a la punta de llevant de la Serra de Cinto, que és la fronterera pel nord amb el terme municipal de Tremp. De fet, el poble és en un lloc on conflueixen els termenals de tres municipis: juntament amb els de Castell de Mur i de Tremp, també hi arriba el terme municipal de Talarn.

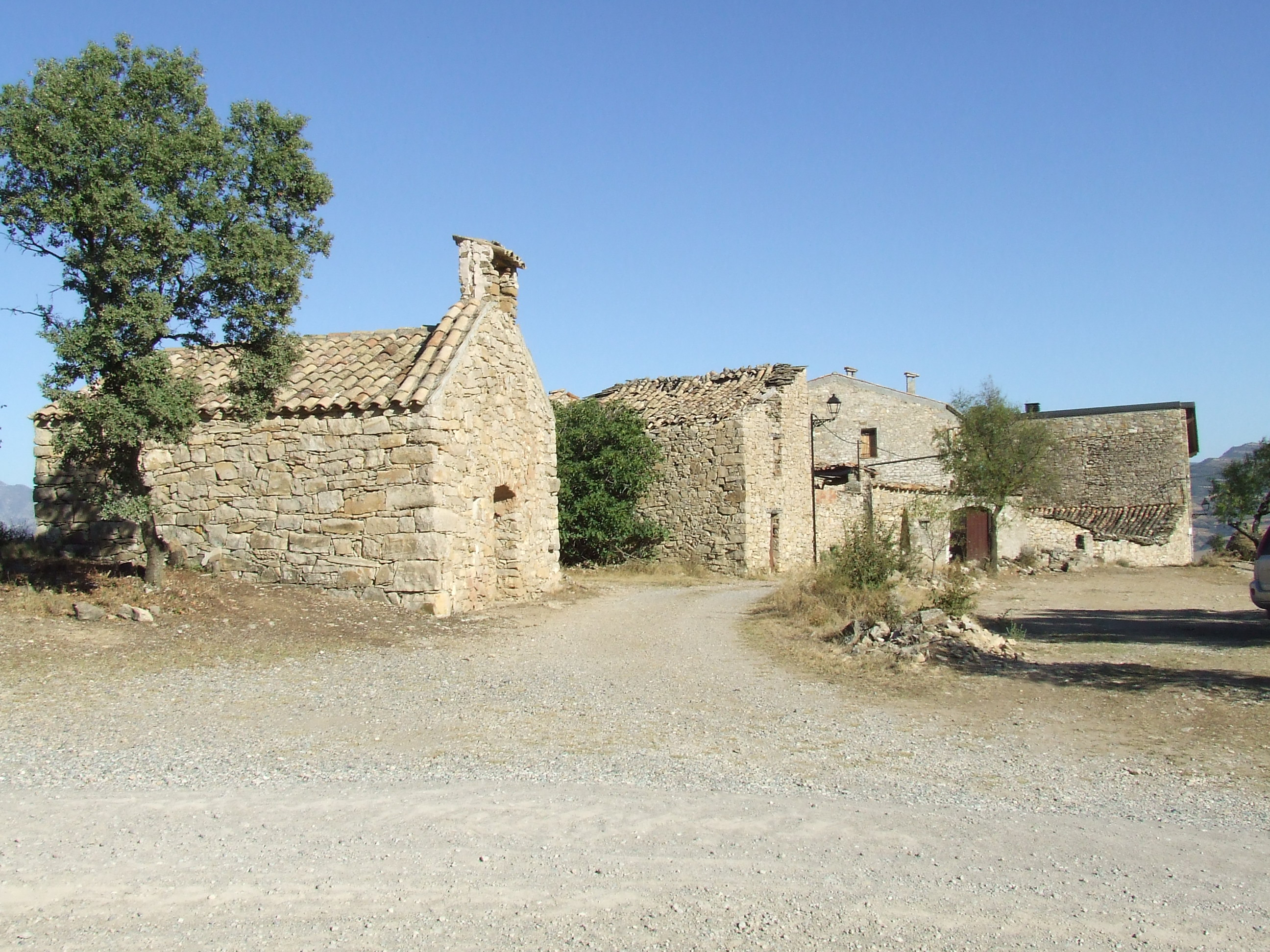
El poble, des de ponent

El territori del poble de Puigmaçana era extens, i abraçava des del límit del terme, al nord -encara ara és límit de terme-, i el barranc de Sant Gregori, amb la Solana de Corrals, al sud, i des del barranc de la Font de Llobet, a ponent, fins al barranc de l'Espona, a llevant. És una zona força plana, amb amples planúries agrícoles, alguns actualment abandonades: els Plans de Puigmaçana, el Planell del Fenàs, la Plana Gran, el Planell dels Roures, zones de camps de conreu, com el Tros de Calçó, el Tros del Cinto, Ço de Jofré, la Sort del Sastre o els Horts del Torrent, antigues vinyes reconvertides en camps de conreu, com la Vinya del Xic, la Vinya Vella del Xic i la Vinya de Marió i partides rurals com el Coscollar, lo Corral de Cinto, Claveral, Paredades, Lloriguer…
Algunes masies disperses i cabanes completaven el poble de Puigmaçana; actualment són totes en ruïnes: la Masia del Xic, el Corral del Xic i el Corral de Cinto (totes dues amb important font de proveïment d'aigua: el Pou del Xic i el Pou del Tros del Cinto, respectivament, la Masia de Claveral, amb el Pou del Sastre, etcètera.

## Etimologia
En tractar-se d'un topònim compost, cal tractar cadascun dels seus components a part. D'una banda, “puig”, del llatí podium (elevació de terreny).
De l'altra, “maçana”, del llatí mattiana, adjectiu afegit habitualment a mala (poma). Així doncs, és un rastre de l'antiga presència de pomeres en aquesta regió, com atribueix Joan Coromines.

## Història
Pascual Madoz esmenta breument Puigmaçana dient que és dalt d'un turó i té 4 cases, que depenen eclesiàsticament de Puigcercós.
Vers el 1900 hi consten 10 edificis, amb 16 habitants. En els darrers vint-i-cinc anys ha quedat del tot abandonat, i a poc a poc la natura va cobrint les restes de les cases. Al 2011 ja compta amb tres cases reconstruïdes.
Una petita capella atenia els serveis religiosos del poble. És dedicada a la Mare de Déu del Roser, i s'hi cantaven uns goigs personalitzats per a Puigmaçana:
| «              | Vostres goigs amb gran plaer cantarem, Verge Maria, puix la Vostra Senyoria és la Verge del Roser. Manà Vostra Senyoria als frares predicadors, que de Vostra Confraria fossin instituïdors, i així ells la han fundada obeint Vostre Voler intitulada a Puigmaçana Verge i Mare del Roser. | » |
| — Goig popular | |   |

Es cantaven així mateix, amb la incorrecció formal del novè vers, ja que si s'hi fa l'apòstrof, el vers queda coix i esdevé incantable.